# Barış Alper Yılmaz
Barış Alper Yılmaz, né le 23 mai 2000 à Rize (Turquie), est un footballeur international turc. Il joue au poste d'ailier au Galatasaray SK.

## Biographie

### En club

#### Les débuts
En 2017, il rejoint l'Ankara Demirspor. Il dispute son premier match en professionnel lors de la rencontre de championnat de quatrième division face à Gölcükspor (en), le 27 septembre 2017 lors du match nul et vierge 0-0 entre les deux formations. Il inscrit son premier but le 19 janvier 2019, lors de la large victoire de son équipe sur le score de 6-0 face à Gaziantepspor.
Après trois saisons, il rejoint l'Ankara Keçiörengücü, le 8 septembre 2020 sous la forme d'un transfert gratuit. Il dispute son premier match sous ses nouvelles couleurs lors de la rencontre de championnat de deuxième division, le 12 septembre 2020 face à Boluspor et qui voit son équipe l'emporter sur le score de 0-1 en déplacement. Il inscrit son premier but le 20 octobre 2020, lors de la rencontre face à .Bandırmaspor (en), en permettant à sa formation de remporter la partie 1-0 via cette réalisation.

Par la suite, lors de la saison 2020-2021 (en), il se met en évidence en inscrivant huit buts en championnat, avec notamment un doublé contre l'Altay SK le 13 février 2021,.

#### Galatasaray SK
Le 9 juillet 2021, il s'engage avec le Galatasaray SK pour une durée de cinq ans. 

Il fait sa première apparition pour sa nouvelle équipe, le 28 juillet 2021, lors du deuxième tour préliminaire de qualification pour la ligue des champions face au PSV Eindhoven. Galatasaray perdra la partie sur le score de 2-1.
Il participe avec Galatasaray à la phase de groupe de la Ligue Europa, où il prend part à deux matchs.
Il inscrit son premier but en Süper Lig le 15 octobre 2022 lors d'un déplacement contre Kayserispor durant la défaite de son équipe sur le score de 2-1. Le 5 novembre 2022, il débute titulaire lors du derby face à Beşiktaş et offre sa première passe décisive de la tête à l'attaquant argentin Mauro Icardi, qui lui inscrit un doublé offrant la victoire à Galatasaray.

### En sélection
Avec les espoirs, il inscrit un but contre la Croatie U20 (en) le 26 mars 2021.
Il joue son premier match avec la Turquie le 13 novembre 2021, contre Gibraltar, où il est propulsé directement titulaire. Ce match, gagné sur le large score de 6-0, rentre dans le cadre des éliminatoires du mondial 2022.
Le 16 juin 2023, il rentre en cours de match remplaçant le jeune Arda Güler à la 71e minute de jeu face à la Lettonie comptant pour les éliminatoires de l'Euro 2024. Son entrée dans le match est importante car elle permet la victoire à la toute dernière minute de jeu (95e 3-2 pour la Turquie) grâce à son centre décisif pour İrfan Can Kahveci. 
Le 19 juin 2023, il débute titulaire face aux Pays de Galles, débutant le match d'abord en pointe durant la première mi temps, il est ensuite replacé ailier gauche à la suite de l'entrée du buteur Umut Nayir (en) et fini le match comme arrière droit à la suite de la blessure de Ferdi Kadıoğlu. Durant ce match, Baris Alper Yilmaz se fait encore remarquer par sa polyvalence sur le terrain (Adaptation à 3 postes différent sur le terrain pendant le match) mais également grâce à son centre décisif qui permet l'ouverture du score.
Le 7 juin 2024, il figure dans la liste définitive des 26 joueurs sélectionnés par Vincenzo Montella pour disputer  l'Euro 2024.

## Palmarès

### En club
| Galatasaray SK - Championnat de Turquie - Champion en 2023, 2024 et 2025 - Coupe de Turquie - Vainqueur en 2025 |